# Феодосиевская Лествица
Феодосиевская Лествица — среднеболгарская бумажная рукопись, хранящаяся в библиотеке Рильского монастыря (№ 3/11). Один её лист хранится в Российской национальной библиотеке под шифром QI747. Содержит славянский перевод Лествицы (Лестницы монашеских добродетелей) Иоанна Лествичника. В примечании в конце книги (лист 339а) говорится, что она была переписана монахом Феодосием в районе Устье близ Тырново в 1364 году «при благочестивом царе Иване Александре и его новопросветленной, то есть „новокрещенной“, царице Феодоре».